# Мисте
Мисте (нем. Mieste) — община в Германии, в земле Саксония-Анхальт.
Входит в состав района Зальцведель. Подчиняется управлению Зюдлихе Альтмарк. Население составляет 2276 человек (на 31 декабря 2006 года). Занимает площадь 37,38 км².